# Hortensia Masichievici Mișu
Hortensia Masichievici Mișu (Puia) (n. 16 septembrie 1917, Chitila-București, România – d. 12 ianuarie 2010, București), a fost o graficiană și pictoriță română.

## Date biografice
Părinții, cernăuțeni, se aflau în 1917 în refugiu, în sudul țării unde s-a și născut viitoarea plasticiană. După război familia Masichievici revine la Cernăuți. Aici Hortensia urmează studiile primare și liceale, apoi, Facultatea de Drept (1939). Studiază, în continuare, la Academia de Arte Frumoase din București, clasa profesorului Camil Ressu (1948). Urmează și cursurile Academiei Libere Guguianu.
Hortensia Masichievici Mișu este membru al Uniunii Artiștilor Plastici din România. Lucrează desen, gravură, pictură.
În 2002 a donat Bibliotecii Bucovinei „I.G. Sbiera” din Suceava o importantă colecție de lucrări din creația proprie.În 2003, artista a donat Muzeului de Artă din Iași 46 de lucrări de grafică, acestea completând colecția muzeală, care includea la acel moment 39 de creații semnate Hortensia Masichievici-Mișu.

## Expoziții personale și de grup
În 1943 debutează participând la Salonul Oficial de Desen din București. La acestă manifestare, Salonul oficial de Desen, participă și în anii urmatori 1944 și 1945. După 1945 participă Participă cu regularitate la Expozițiile de Stat, la numeroase expoziții personale și de grup organizate în țară:
- 1960, 1965, 1970, 1975 - Sala Simeza, București
- 1978 - Sala Cupola, Iasi
- 1980 - Sala Orizont, Bucuresti
- 1986 - Sala Dalles, Bucuresti
- 1992 - Galeria 3/4 Teatrul National, Bucuresti
- 1994 - Muzeul de Arta, Constanta
- 1995 - Muzeul de arta, Tulcea
- 1998 - Galeriile ALFA, Bacau - Biblioteca judeteana, Suceava
- 2002 - retrospectiva, Galeria 3/4 Teatrul National, Bucuresti

și în străinătate:
- 1969 - Ludwigsburg și Stuttgart, Germania
- 1975 - Melbourne, Australia
- 1981 - Munchen, Germania
- 1990 - Braunschweig, Germania
- 1993 - Maastricht, Olanda

## Aprecieri critice

### Emil Satco, critic de artă
"Reprezentantă de seamă a artei grafice românești."

### Dan Grigorescu, critic de artă
"Artist pentru care limbajul complex al liniei reprezintă o modalitate specifică de a comunica nu numai o stare trecătoare de sprit, ci întrebările fundamentale ale unei conștiințe tulburate de priveliștea ascunsă a forțelor lăuntrice ale lumii de dincolo de spectacolul copleșitor al naturii."

### Valentin Ciucă, critic de artă
"Spirit inventiv, dominat de spargerea limitelor realului, ale vizibilului, graficiana are elanuri vitale și soluții de a-l exprima prin intermediul artei. Desenatoare girată de prestigiul și autoritatea lui Camil Ressu, artista a evoluat  potrivit așteptărilor și a făcut din parcursul artistic rațiunea de a exista. Imaginativă, neostenită, dezvoltă un verbiaj grafic copleșitor prin ofertă și incitant prin ritmica interioară a imaginii. Desenul o face să vadă, culoarea să exprime nuanțe. Puritatea și delicatețea, cuplul complementar viață - moarte, antinomiile lumină - întuneric, categoriile moralei, bine - rău, estetice, frumos - urît, sunt marile teme asupra cărora se focalizează exercițiile reflexive ce  revin cu oarecare obstinație. Intelectualitatea face ca spiritul să consune cu manualitatea grafică și amîndouă să contureze profilul unei conștiințe. Arta Hortensiei Masichievici-Mișu subzistă prin atitudine și se motivează prin luciditate și sentiment. O dovedește elocvent seria consacrată ilustrării marilor ritmuri ale vieții de la germinație la rodire, de la cauză la inexorabile finalități. Instrumentarul plastic pare egal împărțit între gestul plin de fervoare și structurile unui expresionism ardent, alimentat de temperament și temperat prin gest."

## Premii, Recunoașteri publice
Remarcabila activitate artistică a Hortensiei Masichievici Mișu a fost recunoscută prin numeroase premii și distincții:
- 1968, Medalia „Meritul Cultural”, cl. I, București
- 1969,  Medalia de argint oferită de Academia „TOMMASO CAMPANELLA”, Roma
- 1972,  Medalia de aur oferită de Academia „TOMMASO CAMPANELLA”, Roma
- 1992,  Premiul U.A.P. pentru grafică, București
- 1992/1993 a fost nominalizată ca „Femeia Anului” pentru „International Woman of the Year 1992/1993” de Centrul biografic international Cambridge, Anglia
- 1994, Premiul „Ioan Andreescu” al Academiei Române, București
- 2000, Premiul de Onoare al Trienalei de gravură, Chamaliere, Franța.[3]
- 2004, Ordinul „Meritul Cultural” în grad de Mare Ofițer, categoria Arte Plastice (2004).[8][9]

## Scrieri proprii
- Destinul unui pian, în versiune germană, apărută la Akademie fiir Alten (Heidelberg, 1996)
- O casă uitată (București, 1999).
- Microbul și alte povestiri adevărate, București, Editura Anima, 2003, 182 p. + ilustrații.